# ジョシュ・レヴィン
ジョシュア・ベンジャミン・レヴィン (1980年3月15日生) はアメリカ合衆国の著作家であり、 Slate 誌の 全国編集者 。同誌のスポーツ podcast、Hang Up and Listenも担当している。
1. ↑  @pergam (15 March 2011). “@Vasugi @josh_levin thanks so much Sugi!  And happy bday to you, Josh”. X（旧Twitter）より2025年8月8日閲覧.